# Igor Adamejko
Igor Igorevitj Adamejko, ryska: Игорь Игоревич Адамейко, född 1980, är en rysk professor vid Medicinska Universitetet i Wien och forskargruppsledare vid Karolinska Institutet.

## Biografi
Adamejko avlade masterexamen i biokemi 2002 och doktorsexamen 2006 vid Lobachevskyuniversitetet i Ryssland.Adamejko har i sin forskning studerat nervsystemets bildande och dess roll i organutvecklingen, samt faktorer som styr omvandling av normala celler till cancerceller.

## Utmärkelser
- 2016 – EMBO Young Investigator[3]
- 2017 – Hans Wigzells Forskningsstiftelses vetenskapspris för "sin internationellt uppmärksammade forskning ... hur från en enda cell de olika celler som sedan bildas i ett komplicerat samarbete tillsammans kan skapa en ytterst komplicerad organism, som människokroppen."[5]
- 2019 – Fernströmpriset (svenska priset)[6]
- 2021 – Göran Gustafssonpriset i molekylär biologi, för ”banbrytande studier av nervassocierade multipotenta Schwanncell-prekursorer och deras roll i organogenes."[4]